# خینداخ
خینداخ (به لاتین: Khindakh) یک منطقهٔ مسکونی در روسیه است که در داغستان واقع شده‌است.